# Abenomics
L’Abenomics (sincrasi di Abe ed economics, dal nome del suo sostenitore l'ex primo ministro giapponese Shinzō Abe) è una serie di iniziative macroeconomiche messe in pratica nella primavera del 2013 allo scopo di sollevare il Giappone dalla decennale depressione economica.
L'iniziativa si compone fondamentalmente di tre direttrici: politica monetaria, politica fiscale e strategie di crescita. Nello specifico, deprezzamento dello yen al fine di incentivare l'export giapponese continuamente minacciato da quello cinese, tasso di interesse fissato in negativo (per disincentivare il risparmio), politica monetaria espansiva per aumentare l'inflazione tanto da raggiungere e mantenere la soglia del 2% ed uscire dalla situazione di deflazione cronica, aumento di 1,5% della spesa pubblica (raggiungendo l'11,5% nel deficit pubblico).
Nell'immediato termine, i benefici dell'economia giapponese sono stati indiscutibili. Nel primo quadrimestre del 2013 il tasso di crescita annuale del Giappone si è attestato attorno al 3,5% mentre il mercato della borsa valori è cresciuto del 55% in brevissimo tempo; l'avanzo commerciale è cresciuto di trecento miliardi di yen grazie all'aumento del 12% delle esportazioni. Nonostante dopo questo primo balzo l'indice Nikkei abbia sperimentato un improvviso periodo ribassista tra maggio e luglio 2013, esso è rimasto comunque in positivo rispetto alla quotazione che aveva ad aprile 2013.
Inoltre, le critiche che più vengono mosse contro la politica aggressiva giapponese riguardano i salari reali che vedono nell'aumento dell'inflazione in coppia ad un aumento meno che proporzionale dei salari nominali, una riduzione del potere d'acquisto dei giapponesi. Il Governo risponde che attraverso una maggiore competitività (ricerca e sviluppo unite ad una riforma del sistema fiscale) sarà in grado di contrastare questa tendenza. Questo infatti è solo l'inizio e gli analisti governativi sono convinti che nel medio-lungo periodo gli effetti si allineeranno con le aspettative e permetteranno al Giappone di tornare sulla scena mondiale in maniera competitiva e contrastando il gigante cinese che, ad oggi, gode di vantaggi demografici non indifferenti ma che nel giro di due decenni si troverà in una situazione ben peggiore di quella giapponese dove ad oggi si va in pensione a 70 anni con il 35% dell'ultimo stipendio.